# رامي غيط
رامي غيط (9 يوليو 1979 -)، ممثل مصري.من مواليد محافظة أسيوط

## حياته الفنية
عمل كمساعد مخرج في عدد كبير في الأفلام السينمائية، لكنه عمل كذلك في مجال التمثيل، واشتهر بالعديد من الأدوار المساعدة، منها أدواره في أفلام (دكان شحاتة، كلمني شكرًا، أنا بضيع يا وديع) وفي عام 2014 خاض أولى بطولاته السينمائية في فيلم المواطن برص وقدم شخصية البرص التي قام بتجسيدها من قبل في فيلم دكان شحاتة قبل أن يبدأ في أخذ بطولات سينمائية كان أبرزها فيلم فوبيا 

## أعماله

### الأفلام
- ضغط عالي
- فوبيا
- أخلاق العبيد
- دور شطرنج (فيلم قصير)
- حليمو
- المواطن برص
- حديد
- المهرجان
- لا مؤاخذة
- أنا بضيع يا وديع
- كلمني شكرا
- رسائل البحر
- ولاد البلد
- دكان شحاتة
- شيكامارا

### المسلسلات
- عفاريت محرز
- شارع عبد العزيز 2
- خرم إبره
- الهلالي سلالم
- نونة المأذونة
- شارع عبد العزيز
- بركه